# Гомарінген
Гомарінген (нім. Gomaringen) — громада в Німеччині, знаходиться в землі Баден-Вюртемберг. Підпорядковується адміністративному округу Тюбінген. Входить до складу району Тюбінген.
Площа — 17,3 км2. Населення становить 9129 ос. (станом на 31 грудня 2020).

## Географії

### Сусідні міста та громади
Гомарінген межує з 6 містами / громадами:
- Кустердінген
- Ройтлінген
- Мессінген
- Нерен
- Дуслінген
- Тюбінген

## Галерея

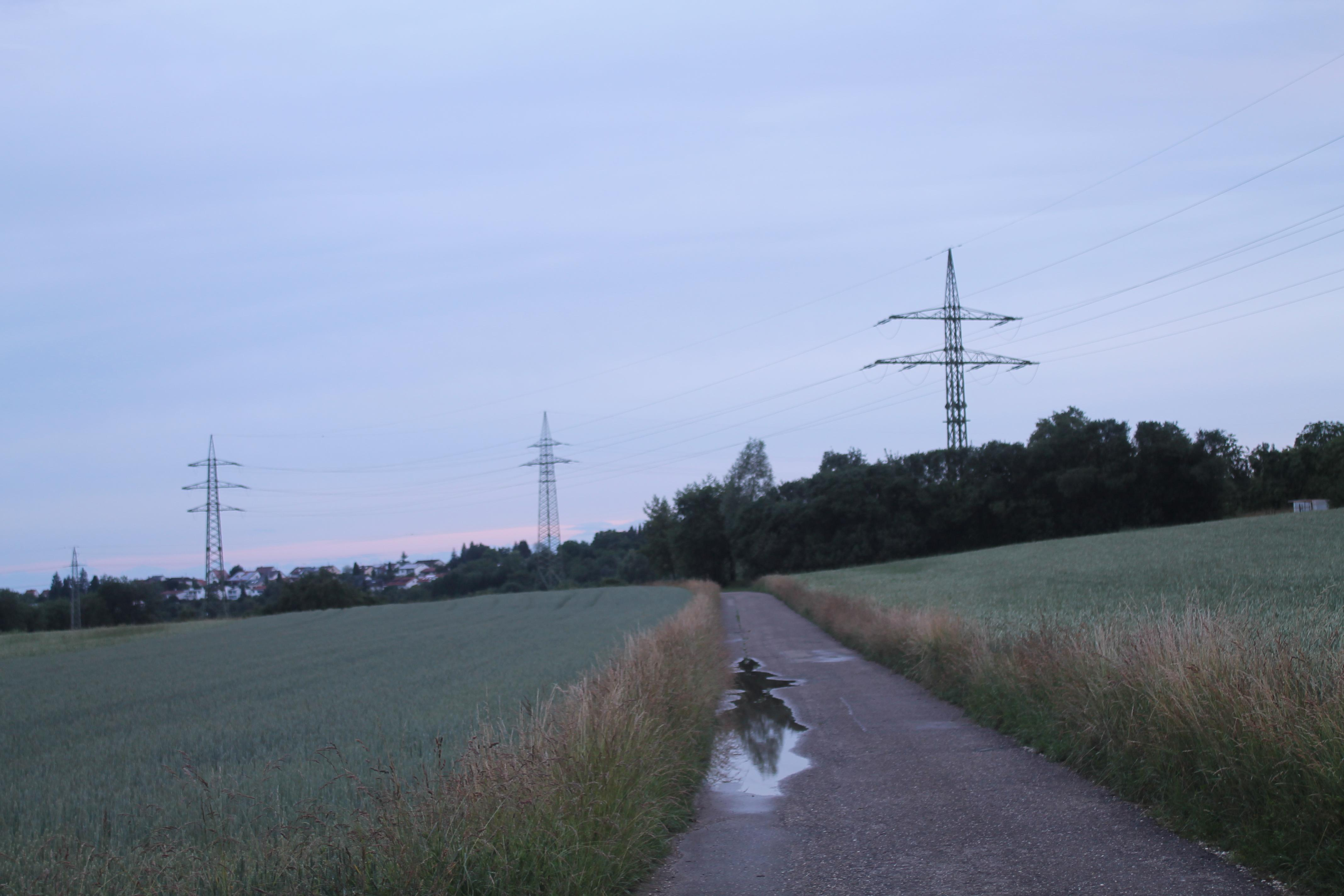
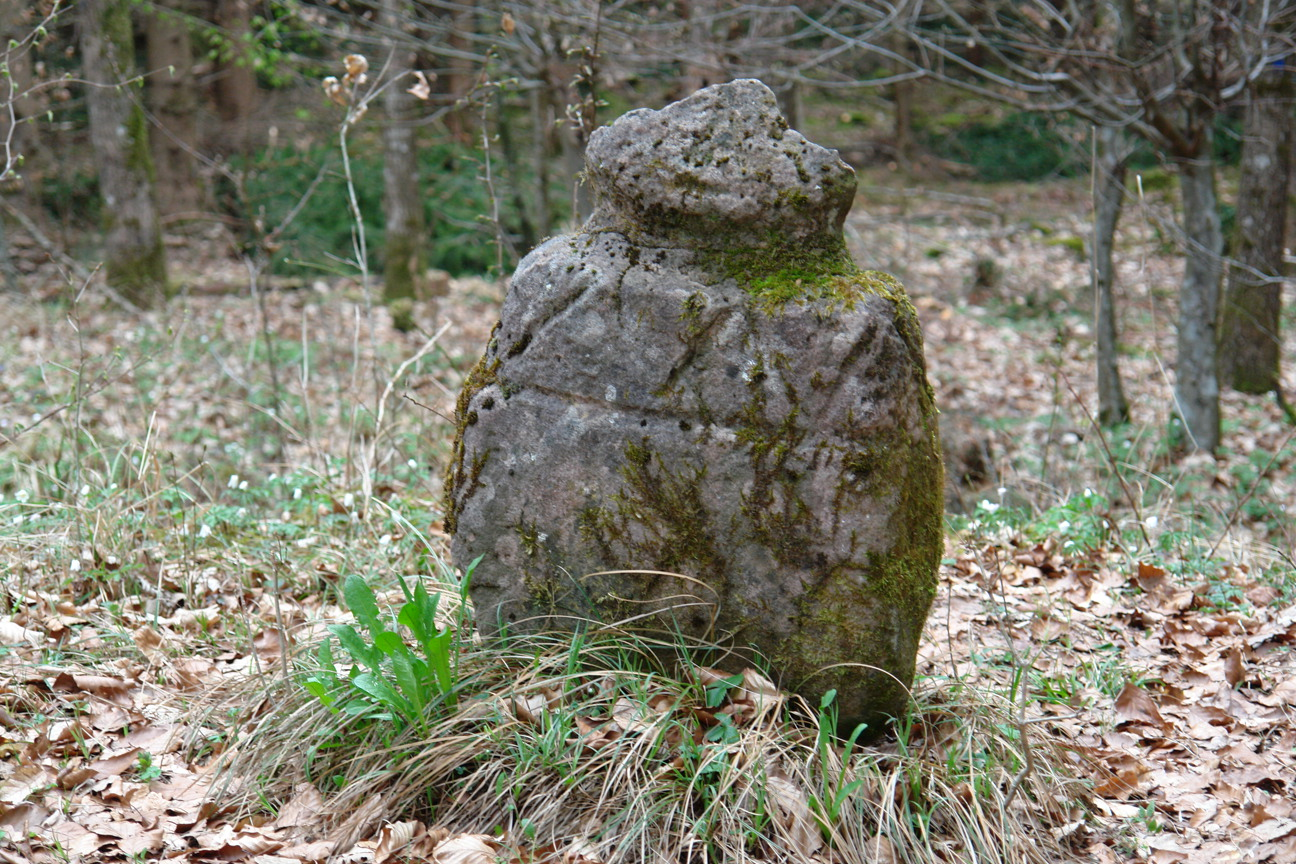